# Батманов, Зейнудин Лукманович
Зейнуди́н Лукма́нович Батма́нов (лезг. Зейнудин Батманов; 26 июля 1967 — 15 мая 2015, Курахский район) — инспектор по контролю за лесом Касумкентского лесничества Дагестана, Герой Российской Федерации (2018).

## Биография
Жил в селе Икра Курахского района. Начал свою трудовую деятельность слесарем механизированного парка в Касумкентском лесхозе в 1986 году. С мая 1986 по июнь 1988 года служил в рядах Советской Армии. В 1987 году награждён медалью «За отличие в воинской службе» II степени. В дальнейшем работал в лесхозе и в системе лесного хозяйства на различных должностях. Инспектор по государственному контролю за лесом ГКУ РД «Касумкентское лесничество».
Жена — Джамиля Батманова, работает медсестрой в больнице. Старший сын Батманова учится в аспирантуре в Москве.

## Гибель
В мае 2015 года Зейнудин Батманов обнаружил в лесном массиве между селениями Сараг Курахского района РД и Кахцуг Сулейман-Стальского района РД вооружённых людей, захвативших мужчину с женщиной и их трёхмесячного ребёнка. Молодая семья отдыхала в лесу, когда на них неожиданно вышли люди с автоматами. Батманов уговорил взять себя в заложники вместо семьи. Как только спасенные люди покинули место своего заключения, боевики обыскали лесника и нашли у него номер телефона начальника полиции Курахского района. Главарь банды Гасан Абдуллаев (Абу Ясир) потребовал вызвать офицера в лес, но Батманов отказался звонить, за что был расстрелян очередью из автомата. Стрелял в лесника член группировки «Южная» — Нариман Баширов. Тело З. Л. Батманова было обнаружено на следующий день недалеко от машины молодой семьи.
В 2016 году Абу Ясир и его пособники, участвовавшие в расправе над лесником, были убиты во время спецоперации.
Представители Федеральной лезгинской национально-культурной автономии, узнав о подвиге лесника, официально обратились к Президенту Российской Федерации В. В. Путину с просьбой наградить З. Л. Батманова за его мужество и отвагу.
6 мая 2018 года Президент Российской Федерации подписал указ о присвоении уроженцу Дагестана Зейнудину Лукмановичу Батманову звания Героя Российской Федерации посмертно.

## Память
25 августа 2020 г., депутаты Городского собрания г. Дербент в рамках 16-заседания единогласно проголосовали за переименование улицы Прибрежная в улицу имени Героя России Зейнудина Батманова. В сентябре 2023 г. улица Кизилюртовская в г. Каспийске так же переименована в честь Героя России Зейнудина Батманова. 

## Награды
- Герой Российской Федерации (6 мая 2018, посмертно, за мужество и героизм, проявленные при выполнении гражданского долга)
- Медаль «За отличие в воинской службе» II степени (1987)
- Юбилейная медаль «70 лет Вооружённых Сил СССР» (1987)